# 詹姆斯·K·貝克
詹姆斯·K·貝克是一名美國企業家和計算機科學家。他與妻子珍妮特·M·貝克共同創立Dragon Systems，並共同創造了Dragon NaturallySpeaking。
貝克是語音辨識技術的專家，也是卡內基美隆大學的傑出職業教授。2007年6月至2009年間，貝克擔任約翰霍普金斯大學人類語言卓越中心的研究主任。
2012年，他與妻子一同獲得IEEE詹姆斯·L·弗拉納根語音與音訊處理獎。

## 出版刊物
1. Baker, J. . IEEE Transactions on Acoustics, Speech, and Signal Processing. 1975, 23: 24–29. doi:10.1109/TASSP.1975.1162650.

## 外部連結
- James Baker's webpage, Carnegie Mellon University